# Hrabstwo Goochland

Piramida wieku hrabstwa

Hrabstwo Goochland – hrabstwo w USA, w stanie Wirginia, według spisu z 2000 roku liczba ludności wynosiła 16863. Siedzibą hrabstwa jest Goochland.

## Geografia
Według spisu hrabstwo zajmuje powierzchnię 751 km², z czego 737 km² stanowią lądy, a 14 km² – wody.

### CDP
- Goochland